# Felsőlendvai Miklós
Gutkeled nembeli Felsőlendvai Miklós (? – 1325. április 14. után) a 13. és 14. század fordulóján élt, a Gutkeled nemzetségből származó magyar főnemes, aki 1323 és 1325 között horvát bán volt.

## Családja
Felsőlendvai Amadé vasi és zalai ispán fiaként született. Születési időpontja ismeretlen. Monoszlói Egyed ismeretlen nevű lányát vette feleségül, akitől Miklós nevű fia született.

## Élete
Első alkalommal 1292-ben szerepelt a korabeli forrásokban. Ebben az időben Miklós a Kőszegiek oldalán állt. Ez a Kőszegiek III. Andrással való szembefordulásának időszaka, melynek előzménye a király Albert osztrák herceg elleni 1291 nyári hadjárata volt, melynek során arra kényszerítették Albertet, hogy vonja ki katonáit a két évvel korábban elfoglalt várakból és erődökből (köztük Pozsonyból és Sopronból), amelyek közül sokat a Kőszegiek birtokoltak az osztrák hódítás előtt. A háborút lezáró hainburgi békét 1291. augusztus 26-án írták alá, mely előírta az Albert által a Kőszegiektől elfoglalt erődök lerombolását, ami mindkét uralkodó érdeke volt. A békefeltételek azonban elfogadhatatlanok voltak a Kőszegiek számára, akik néhány hónapnyi feszültség után 1292 tavaszán nyílt lázadást szítottak András ellen, és Magyarország királyának ismerték el a néhai László király unokaöccsét, Anjou Martell Károlyt, akinek apja II. Károly nápolyi király politikai gesztusként Vas és Sopron megyéket örökre odaadományozta Kőszegi Ivánnak és fiának, Gergelynek.
Martell Károly azonban 1295 augusztusában meghalt, Kőszegi Iván külső támogatás nélkül maradt. III. András 1296 februárjában feleségül vette Ágnest, Albert osztrák herceg leányát. Ezt követően apósa támogatásával András 1296 augusztusában újabb háborút indított a Kőszegiek ellen. Míg az osztrák csapatok Kőszegi Iván várait ostromolták, Lodomer érsek kiközösítette a Kőszegi testvéreket. Míg Kőszegi Iván András uralkodásának hátralévő részében lázadó maradt, testvére, Miklós az 1296-os lázadás után hűséget fogadott az uralkodónak, így politikai irányultságuk elvált egymástól. Így Kőszegi Iván ezután családjának egyetlen lázadó tagja maradt. Felsőlendvai Miklós továbbra is Kőszegi Iván pártján állt, hiszen birtokai nagyrészt az ő tartományában feküdtek. Az ifjú trónkövetelő Károly Róbert 1300 nyarán Kőszegi Iván hívására Magyarországra érkezett, azonban a Kőszegiek és Csák Máté rövid időn belül kibékültek Andrással, ami megakadályozta Károly sikerét.
III. András 1301. április 14-én halt meg. Halálával az Árpád-ház kihalt. Kőszegi Iván a hét évig tartó interregnum központi alakja volt, mialatt különböző követelők – Anjou Károly, Csehországi Vencel és Bajor Ottó – harcoltak a magyar trónért. Közvetlenül András halála után Anjou Károly Esztergomba sietett, ahol ideiglenes koronával királlyá koronázták. A Kőszegiek, Iván és Henrik is azon magyar urak között volt, akik Brünnbe mentek, hogy üdvözöljék a fiatal trónkövetelő Vencelt, aki apja seregével érkezett Magyarországra. Miközben Buda Vencel kezére került, Esztergom várát Kőszegi Iván foglalta el, kiűzve onnan az Anjou-pártiakat. Közben VIII. Bonifác pápa 1303. május 31-én Károlyt Magyarország törvényes királyává nyilvánította, de Felsőlendvai Miklós Kőszegi Ivánnal együtt továbbra is Vencel-párti maradt. II. Vencel cseh király 1304 májusában nagy sereg élén Magyarországra érkezett, hogy fia pozícióját erősítse.  A helyi urakkal folytatott budai tárgyalásai azonban meggyőzték arról, hogy fia magyarországi helyzete drámaian meggyengült, ezért úgy döntött, hogy visszaviszi Csehországba. Ekkor Kőszegi Iván Ottó bajor hercegnek, IV. Béla unokájának üzent, és meghívta a magyar trónra. Miután unokatestvérével szövetséget kötött, 1304 őszén Anjou Károly és III. Rudolf közösen megszállták Csehországot. Seregük kifosztotta Kőszegi Iván közeli Sopron és Moson megyei birtokait, és bevonult Morvaországba. A Kőszegiek az elfoglalt esztergomi várból portyáikkal fosztogatták a környező vidéket. Ezért az esztergomi polgárok ellen elkövetett bűneik miatt a Székesfehérváron székelő Tamás érsek 1305 júliusában kiközösítette Ivánt és Henriket, és tartományaikat is interdiktum alá helyezte.  Vencel a tárgyalások után lemondott a magyar trónigényéről Ottó javára, és 1305. október 9-én Brünnben átadta neki a Szent Koronát. Károly 1306 júniusában elfoglalta a Kőszegiektől Esztergomot és Visegrádot. Ugyanebben az időben az osztrák csapatok Kőszegi Iván Győr és Sopron megyei birtokait is kifosztották. 1308. április 5-én meghalt Kőszegi Iván és Kőszegi Henrik lett a Kőszegi család feje.
Az 1308. november 27-i országgyűlésen Károlyt egyhangúlag királlyá nyilvánították. 1309. június 4-én Tétényben (ma Budapest része) találkozott Gentile pápai legátussal, Tamás és Vince érsekkel, valamint más püspökökkel és nemesekkel, ahol megerősítette hűségesküjét Károlynak a saját, unokaöccse Miklós és familiárisaik nevében. 1309. június 15-én a budai Boldogasszony-templomban ideiglenes koronával I. Károlyt királlyá koronázták. 1310-ben Kőszegi Henrik is meghalt és Felsőlendvai Miklós I. Károlyhoz csatlakozott. A Kán László vajda által visszaadott Szent Koronával Fehérvárott 1310. augusztus 27-én az esztergomi érsek harmadszorra, immár minden szempontból érvényesen is Magyarország királyává koronázta Károly Róbertet. Felsőlendvai Miklós a királlyal együtt vett részt az 1319-es szerb hadjáratban II. István Uroš szerb király ellen, melynek során visszafoglalta Nándorfehérvárt és helyreállította a Macsói bánságot. Miklós 1318-tól 1325-ig soproni, 1322-től 1325-ig komáromi ispán, 1323–25 között szlavón bán volt. 1320-ban a Kőszegiek leverésében, 1323-ban a horvát terület visszafoglalásában vett részt. 1325. április 14. után halt meg. Birtokait és vagyonát Miklós fia örökölte.